# Врубліна
Врубліна (пол. Wróblina) — село в Польщі, у гміні Тулішкув Турецького повіту Великопольського воєводства.
Населення — 484 особи (2011).
У 1975-1998 роках село належало до Конінського воєводства.

## Демографія
Демографічна структура станом на 31 березня 2011 року:
|          | Загалом | Допрацездатний вік | Працездатний вік | Постпрацездатний вік |
| -------- | ------- | ------------------ | ---------------- | -------------------- |
| Чоловіки | 246     | 57                 | 164              | 25                   |
| Жінки    | 238     | 46                 | 137              | 55                   |
| Разом    | 484     | 103                | 301              | 80                   |